# Our God
"Our God" é uma canção gravada pelo cantor e compositor estadunidense Chris Tomlin para seu álbum And If Our God Is For Us..., lançado em novembro de 2010. A faixa foi escrita por Jonas Myrin, Matt Redman, Jesse Reeves e Chris Tomlin, e produzida Ed Cash, e gravada no White Cabin Studio, em Atlanta, Geórgia.

## Versão de Gui Rebustini
"Nosso Deus (Our God)" é o single de estréia do cantor cristão brasileiro Gui Rebustini, lançado pela Sony Music Brasil. A faixa faz parte do álbum Único, e rendeu a Rebustini o topo da parada gospel no Brasil e prêmio de melhor videoclipe e revelação. O videoclipe da canção foi gravada em 2012, na Irlanda do Norte e Escócia, sob a direção de  Hugo Pessoa.

### Lista de faixas
| N.º | Título                                   | Duração |  |
| 1.  | "Nosso Deus (Our God)" (Versão Acústica) | 3:20    |  |

### Paradas
| Paradas (2013)            | Melhor posição |
| ------------------------- | -------------- |
| Brasil (Billboard Gospel) | 1              |

### Prêmios
| Ano  | Premiação        | Categoria         | Resultado |
| ---- | ---------------- | ----------------- | --------- |
| 2013 | Troféu Promessas | Melhor música     | Venceu    |
| 2013 | Troféu Promessas | Melhor videoclipe | Venceu    |

### Precessão e sucessão
| Gráficos de sucessão                                      | Gráficos de sucessão                       | Gráficos de sucessão |
| --------------------------------------------------------- | ------------------------------------------ | -------------------- |
| Precedido por "Me Ama (How He Loves)" por Diante do Trono | Melhor música no Troféu Promessas 2013     | Sucedido por -       |
| Precedido por "Aguenta Firme" por Voices                  | Melhor videoclipe no Troféu Promessas 2013 | Sucedido por -       |